# 24129 Oliviahu
24129 Oliviahu là một tiểu hành tinh vành đai chính với chu kỳ quỹ đạo là 1261.7644198 ngày (3.45 năm).
Nó được phát hiện ngày 4 tháng 11 năm 1999.